# Freedom
„Freedom“ („Свобода“) е песен на американско-тринидадската певица и рапърка Ники Минаж.
Песента е главният сингъл от преизданието на втория ѝ студиен албум – Pink Friday: Roman Reloaded (в преизданието „Pink Friday: Roman Reloaded - The Re-Up“). Написана е от Ники Минаж, Матю Самюълс и Матю Бурнет и е продуцирана от Boi-1da.

## История
На 1 октомври 2012 г. Ники Минаж написа в Twitter, че е написала нова песен. На следващия ден фен я попита да каже нещо повече за песента. Тя каза само първата буква – F.

## Музикално видео
В Twitter на 1 ноември 2012 г. Ники написа, че е направила видео към някоя песен и че го е заснела в Лондон. После е разкрито, че видеото е към „Freedom“. Бе пуснато на 19 ноември 2012 г., когато The Re-Up е издаден. Режисьорът е Колин Тили

## Критични отзиви
Перез Хилтън нареча песента "продължение към „Moment 4 Life“ ". От Vibe е критикувана, че прилича на предишните ѝ песни – „Right Thru Me“, Your Love и „Save Me“ (от албума „Pink Friday“).

## Изпълнения на живо
Минаж изпълни песента на живо на Американските музикални награди на 18 ноември 2012 г. заедно с „Beauty and a Beat“ (с участието на Джъстин Бийбър) и на 15 януари 2013 г. по „The Ellen DeGeneres Show“ и на 25 януари 2013 г. по „Jimmy Kimmel Live!“.

## История на издаване
| Държава                    | Дата               | Формат            |
| -------------------------- | ------------------ | ----------------- |
| Канада · САЩ               | 3 ноември 2012 г.  | Дигитално сваляне |
| Великобритания · Австралия | 6 ноември 2012 г.  | Дигитално сваляне |
| Великобритания             | 28 ноември 2012 г. | Радио излъчване   |

## Позиции в музикалните класации
| Държава и класация | Позиция |
| ------------------ | ------- |
| UK R&B Chart       | 17      |

## Списък с песни
- CD Формат[21]

1. „Freedom“ (нецензурирана версия)
2. „Freedom“ (цензурирана версия)